# Liste der Intel-Pentium-II-Mikroprozessoren
Der Pentium II von Intel ist ein Mikroprozessor der sechsten x86-Generation. Er wurde für den Massenmarkt entwickelt und vertrieben.

## Desktop-Prozessoren

### Klamath (350 nm)
- Alle Modelle unterstützen MMX
- Der L2-Cache liegt außerhalb des Prozessordies und wird mit der Hälfte des CPU-Taktes betrieben

| Modellnummer   | sSpec                                                                                   | Taktfrequenz | L2-Cache | Front Side Bus | Multiplikator | Vcore | TDP    | Sockel | Erscheinungsdatum |
| -------------- | --------------------------------------------------------------------------------------- | ------------ | -------- | -------------- | ------------- | ----- | ------ | ------ | ----------------- |
| Pentium II 233 | SL264 (C0) SL28K (C0) SL2HD (C1) SL2QA (C1) SL268 (C0) SL2HF (C1)                       | 233 MHz      | 512 kB   | 66 MHz         | 3.5x          | 2.8 V | 34.8 W | Slot 1 | 7. Mai 1997       |
| Pentium II 266 | SL265 (C0) SL28L (C0) SL2HC (C1) SL2QB (C1) SL269 (C0) SL2PV (C0) SL2HE (C1) SL2QD (C1) | 266 MHz      | 512 kB   | 66 MHz         | 4x            | 2.8 V | 38.2 W | Slot 1 | 7. Mai 1997       |
| Pentium II 300 | SL28R (C0) SL2MZ (C0) SL2HA (C1) SL2QC (C1)                                             | 300 MHz      | 512 kB   | 66 MHz         | 4.5x          | 2.8 V | 43 W   | Slot 1 | 7. Mai 1997       |

### Deschutes (250 nm)
- Alle Modelle unterstützen MMX
- Der L2-Cache befindet sich außerhalb des Prozessordies und wird mit der Hälfte der Taktfrequenz betrieben

| Modellnummer   | sSpec | Taktfrequenz | L2-Cache | Front Side Bus | Multiplikator | Vcore | TDP    | Sockel | Erscheinungsdatum |
| -------------- | --- | ------------ | -------- | -------------- | ------------- | ----- | ------ | ------ | ----------------- |
| Pentium II 266 | SL2K9 (dA0) SL2QE (dA0) SL2W7 (dB0) SL33D (dB0) | 266 MHz      | 512 kB   | 66 MHz         | 4x            | 2.0 V | 16.8 W | Slot 1 | k. A.             |
| Pentium II 300 | SL2VY (dA1) SL35V (dA1) SL2W8 (dB0) SL2YK (dB0) | 300 MHz      | 512 kB   | 66 MHz         | 4.5x          | 2.0 V | 18.6 W | Slot 1 | k. A.             |
| Pentium II 333 | SL2KA (dA0) SL2QF (dA0) SL2S5 (dA1) SL2QH (dA1) SL2ZP (dA1) SL2TV (dB0) SL2WY (dB0)                                                                         | 333 MHz      | 512 kB   | 66 MHz         | 5x            | 2.0 V | 20.6 W | Slot 1 | 26. Januar 1998   |
| Pentium II 350 | SL2S6 (dA1) SL2SF (dA1) SL2ZQ (dA1) SL2U3 (dB0) SL2U4 (dB0) SL356 (dB0) SL37F (dB0) SL3FN (dB0) SL38M (dB1) SL3J2 (dB1) SL2WZ (dB0) SL36U (dB1)             | 350 MHz      | 512 kB   | 100 MHz        | 3.5x          | 2.0 V | 21.5 W | Slot 1 | 15. April 1998    |
| Pentium II 400 | SL2S7 (dA1) SL2SH (dA1) SL2U5 (dB0) SL2U6 (dB0) SL357 (dB0) SL37G (dB0) SL2X2 (dB0) SL2YM (dB0) SL3EE (dB0) SL3F9 (dB0) SL38N (dB1) SL3D5 (dB1) SL38Z (dB1) | 400 MHz      | 512 kB   | 100 MHz        | 4x            | 2.0 V | 24.3 W | Slot 1 | 15. April 1998    |
| Pentium II 450 | SL2U7 (dB0) SL2WB (dB0) SL358 (dB0) SL37H (dB0) | 450 MHz      | 512 kB   | 100 MHz        | 4.5x          | 2.0 V | 27.1 W | Slot 1 | 24. August 1998   |

## Mobil-Prozessoren

### Tonga (250 nm)
- Alle Modelle unterstützen MMX
- Der L2-Cache befindet sich außerhalb des Prozessordies und wird mit der Hälfte der Taktfrequenz betrieben

| Modellnummer          | sSpec                                  | Taktfrequenz | L2-Cache | Front Side Bus | Multiplikator | Vcore | TDP    | Sockel    | Erscheinungsdatum |
| --------------------- | -------------------------------------- | ------------ | -------- | -------------- | ------------- | ----- | ------ | --------- | ----------------- |
| Mobile Pentium II 233 | SL2KH (mdA0) SL2RQ (mdB0) SL2U8 (mDB0) | 233 MHz      | 512 kB   | 66 MHz         | 3.5x          | 1.7 V | 9.0 W  | MMC1/MMC2 | 2. April 1998     |
| Mobile Pentium II 266 | SL2KJ (mdA0) SL2RR (mdB0) SL2U9 (mDB0) | 266 MHz      | 512 kB   | 66 MHz         | 4x            | 1.7 V | 10.3 W | MMC1/MMC2 | 2. April 1998     |
| Pentium Mobile II 300 | SL2RS (mdB0) SL2Y7 (mDB0)              | 300 MHz      | 512 kB   | 66 MHz         | 4.5x          | 1.7 V | 11.1 W | MMC1/MMC2 | 9. September 1998 |

### Dixon (250 nm)
- Alle Modelle unterstützen MMX

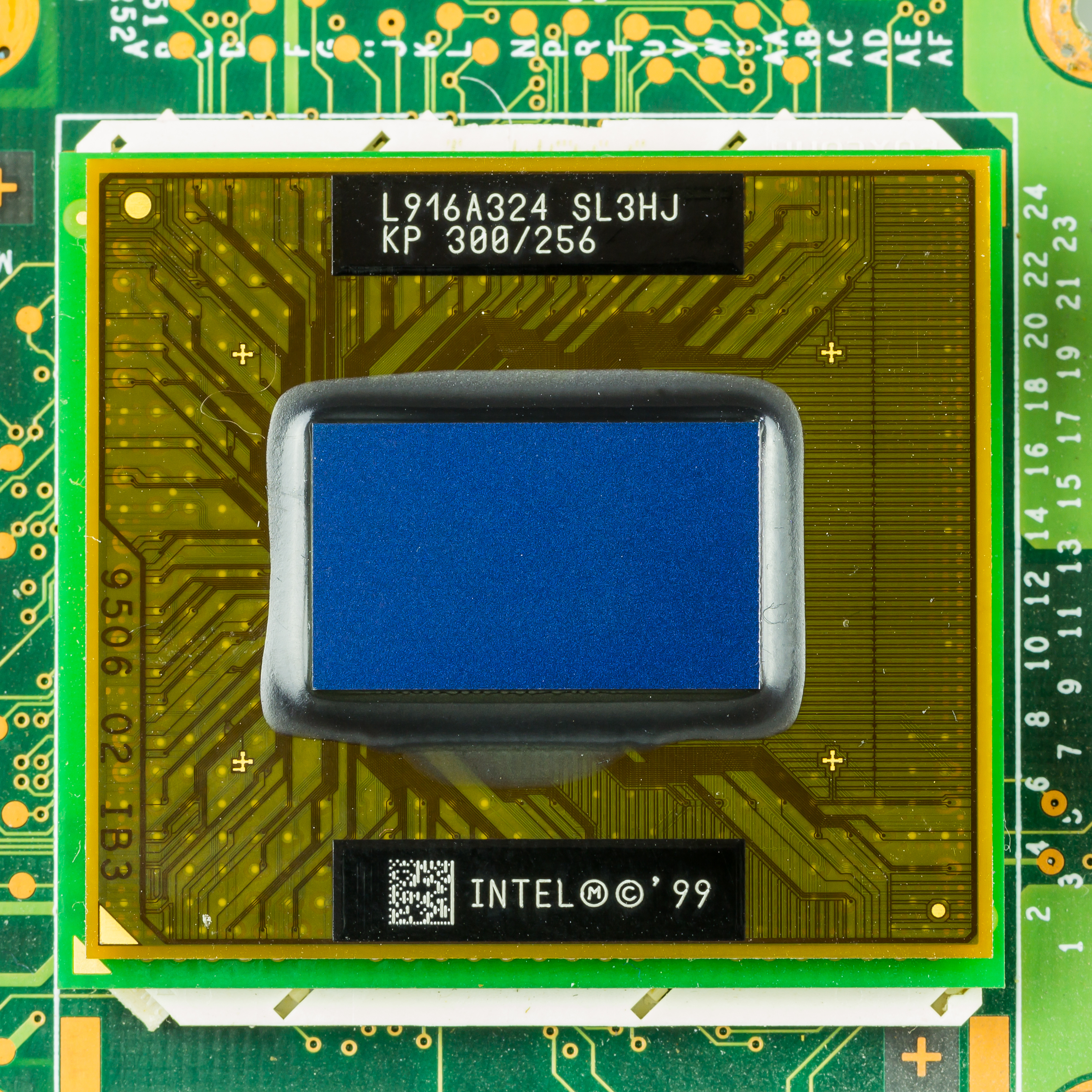
Mobile Pentium II 300PE

- L2-Cache sitzt im Die und arbeitet mit vollem Prozessortakt
- Stepping mqbA1 wurde in 180-nm-Technologie gefertigt

| Modellnummer            | sSpec                                                   | Taktfrequenz | L2-Cache | Front Side Bus | Multiplikator | Vcore  | TDP    | Sockel           | Erscheinungsdatum |
| ----------------------- | ------------------------------------------------------- | ------------ | -------- | -------------- | ------------- | ------ | ------ | ---------------- | ----------------- |
| Mobile Pentium II 266PE | SL3HH (mdpA0) SL32Q (mdbA0) SL3DR (mdbA0) SL32M (mdxA0) | 266 MHz      | 256 kB   | 66 MHz         | 4x            | 1.6 V  | 10.3 W | μPGA2/BGA2/MMC-2 | k. A.             |
| Mobile Pentium II 300PE | SL3HJ (mdpA0) SL32R (mdbA0) SL32N (mdxA0)               | 300 MHz      | 256 kB   | 66 MHz         | 4.5x          | 1.6 V  | 11.6 W | μPGA2/BGA2/MMC-2 | k. A.             |
| Mobile Pentium II 333   | SL3HK (mdpA0) SL32S (mdbA0) SL32P (mdxA0) SL3KG         | 333 MHz      | 256 kB   | 66 MHz         | 5x            | 1.6 V  | 11.8 W | μPGA2/BGA2/MMC-2 | k. A.             |
| Mobile Pentium II 366   | SL3HL (mdpA0) SL3AG (mdbA0) SL36Z (mdxA0)               | 366 MHz      | 256 kB   | 66 MHz         | 5.5x          | 1.6 V  | 13.1 W | μPGA2/BGA2/MMC-2 | k. A.             |
| Mobile Pentium II 400   | SL3BW (mqpA1) SL3EM (mqbA1) SL3JW (MdxA0)               | 400 MHz      | 256 kB   | 66 MHz         | 6x            | 1.55 V | 13.1 W | μPGA2/BGA2/MMC-2 | k. A.             |